# Abonos Complejos del Sureste
Abonos Complejos del Sureste (ASUR) fue una empresa española perteneciente al sector de la industria química cuya actividad estaba especializada en la elaboración de fertilizantes y derivados. Estuvo activa durante el último tercio del siglo XX y tenía su planta de producción en Cartagena.

## Historia
En 1969 se constituyó la sociedad anónima Abonos Complejos del Sureste (ASUR), en un contexto alcista del consumo de fertilizantes en España. La factoría de ASUR se encontraba situada en el valle de Escombreras, junto al importante complejo petroquímico. En la constitución de la empresa tomaron parte la estatal REPESA y el grupo Explosivos Río Tinto (ERT), con una participación del 50% cada uno. Durante sus primeros años la producción alcanzó cotas elevadas. Con posterioridad la parte accionarial de ASUR que controlaba REPESA sería traspasada a la nueva Empresa Nacional de Fertilizantes. En 1989, tras la creación del holding Ercros, ASUR cayó en la órbita de este. La crisis que entonces vivía la industria española de los fertilizantes y la posterior suspensión de pagos de Ercros, en 1992, pusieron a «Abonos del Sureste» en una situación delicada. Los activos de ASUR, incluyendo su factoría, acabarían cayendo en manos del grupo Fertiberia.